# Proton Waja
Proton Waja — переднеприводной среднеразмерный седан малайзийской марки Proton Edar Sdr Holding, производимый с мая 2000 по июнь 2011 года. В Соединённом королевстве, Иране и Пакистане автомобиль назывался Proton Impian. Вытеснен с конвейера моделью Proton Inspira.

## История

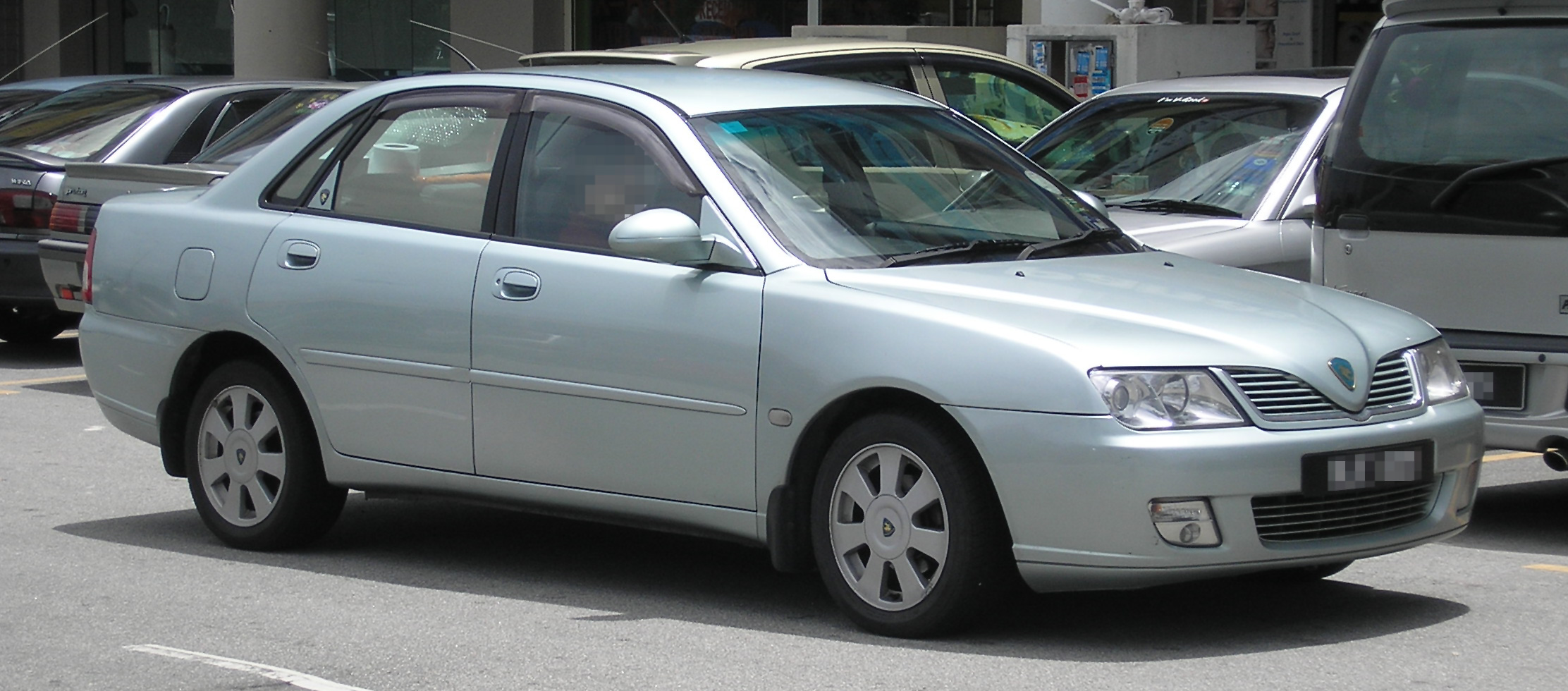
Автомобиль Proton Waja первого поколения (вид спереди)

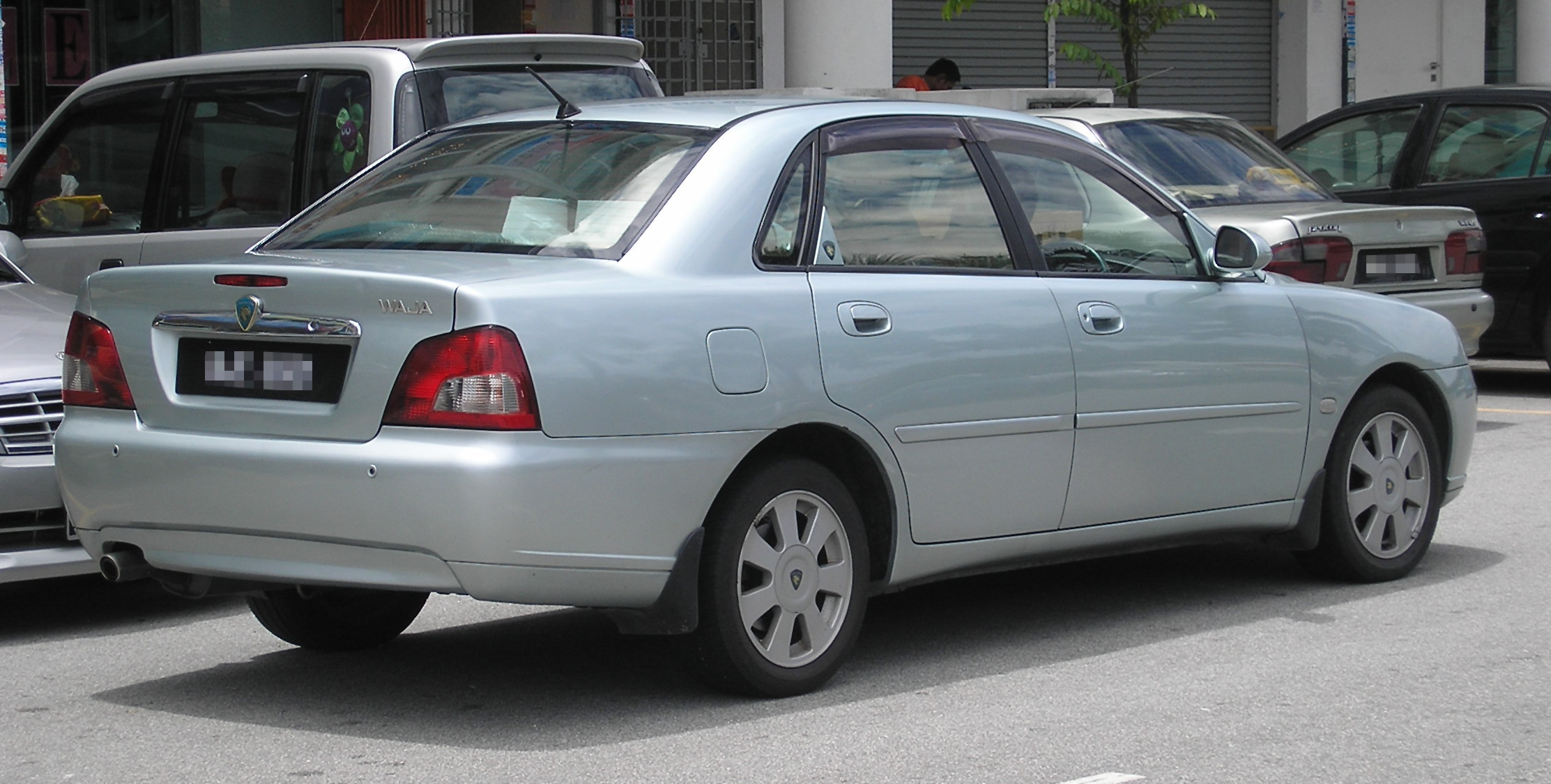
Автомобиль Proton Waja первого поколения (вид сзади)

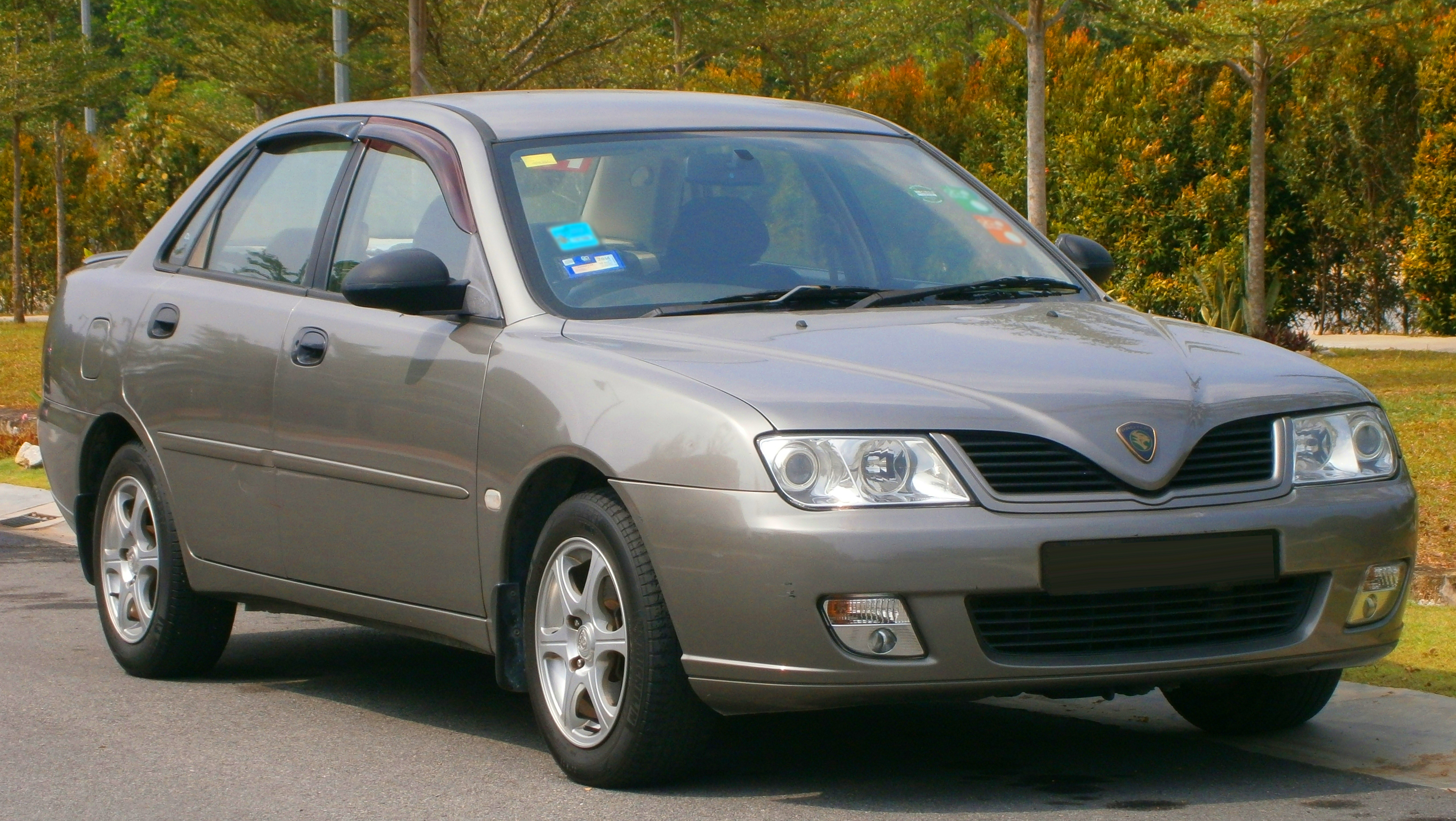
Proton Waja 1.6 с двигателем внутреннего сгорания Mitsubishi 4G18 (вид спереди)

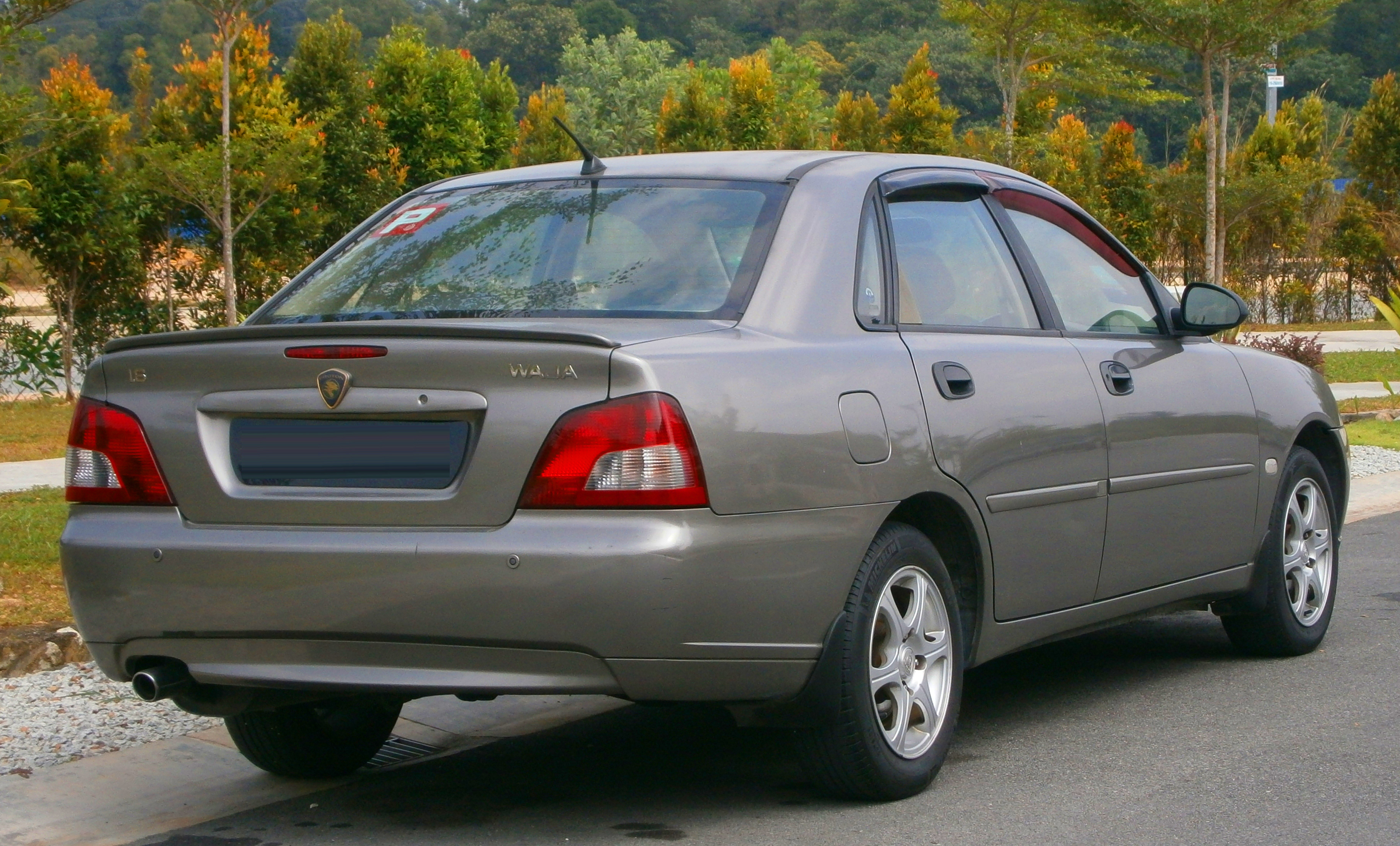
Proton Waja 1.6 с двигателем внутреннего сгорания Mitsubishi 4G18 (вид сзади)

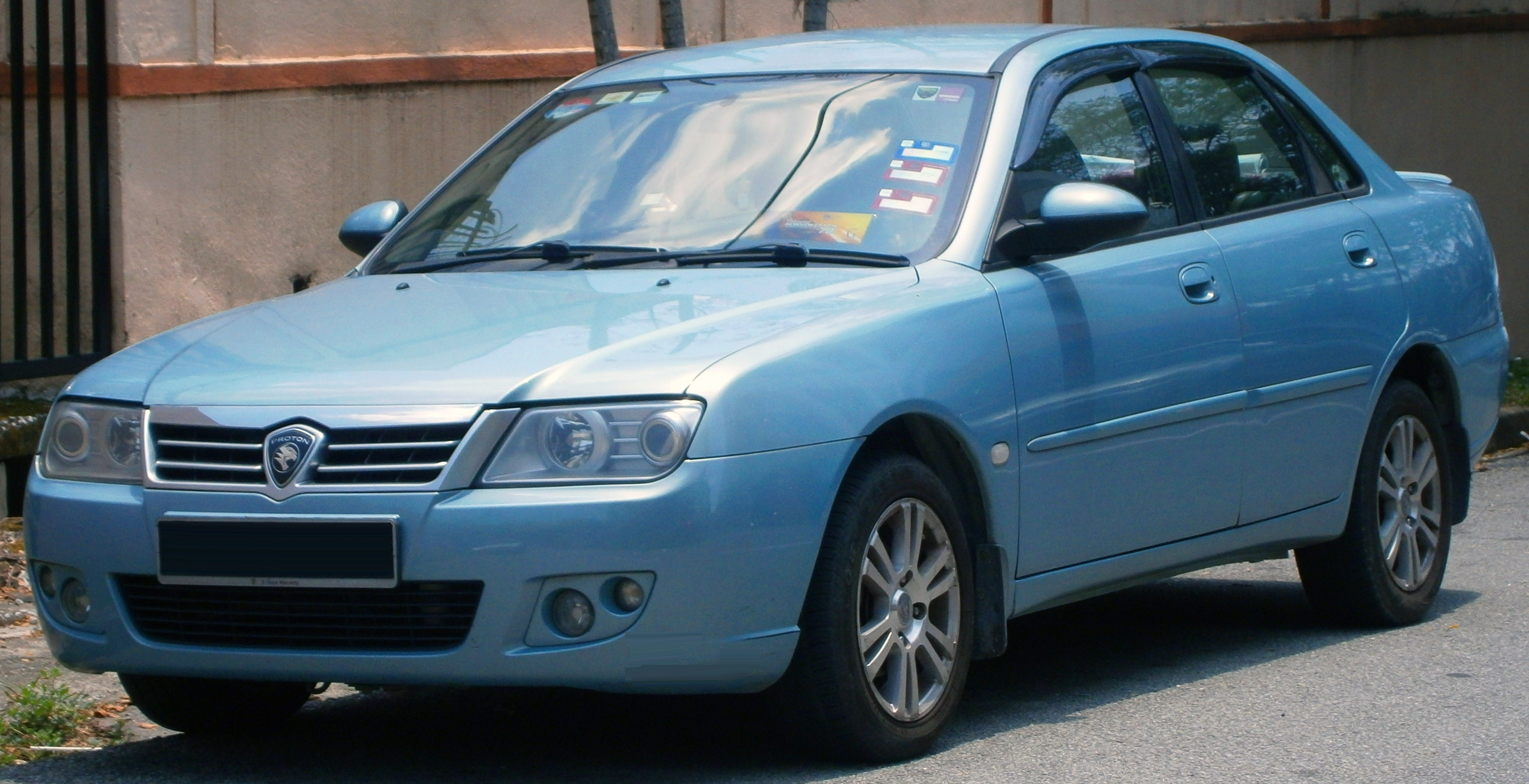
Proton Waja CPS 1.6 Premium (вид спереди)

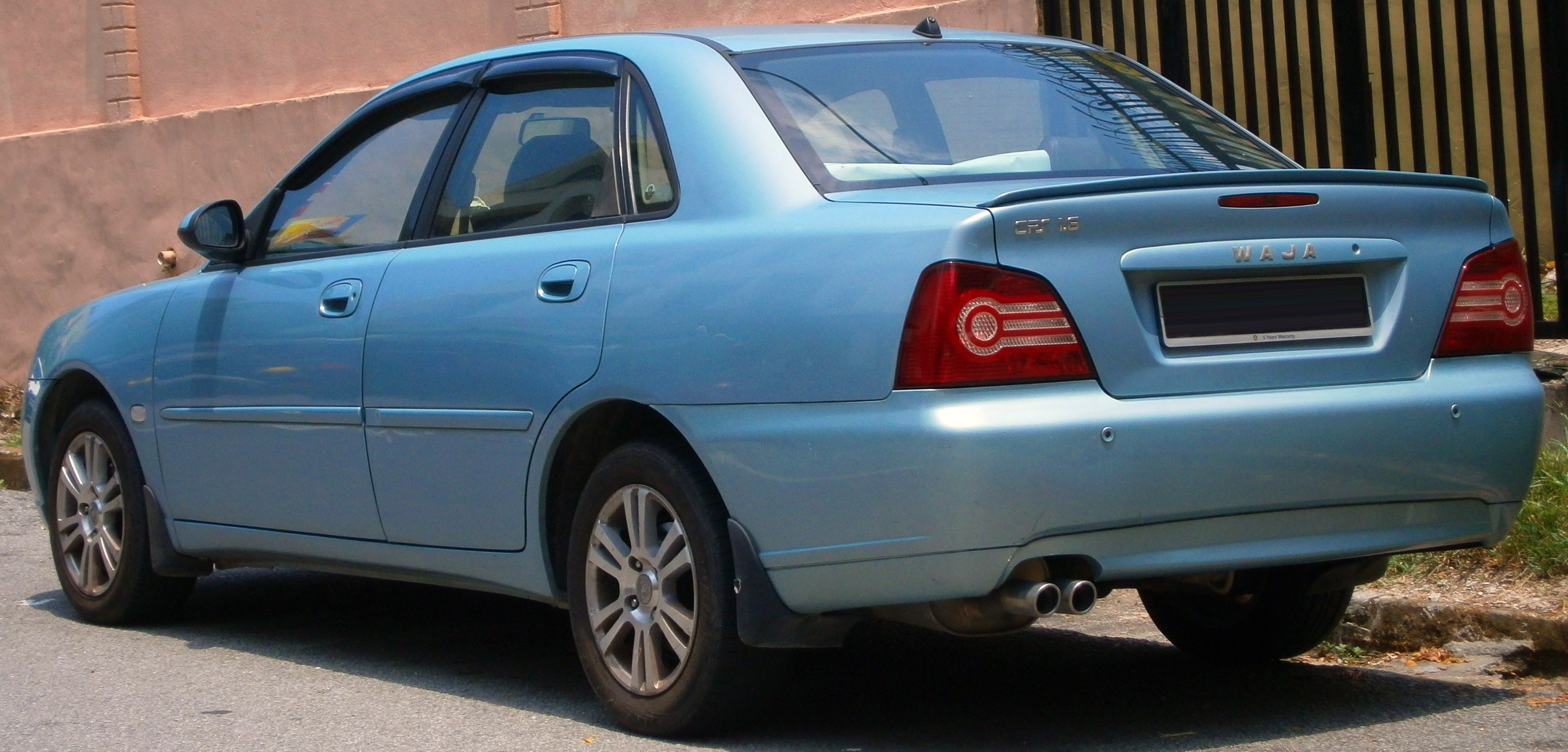
Proton Waja CPA 1.6 Premium (вид сзади)

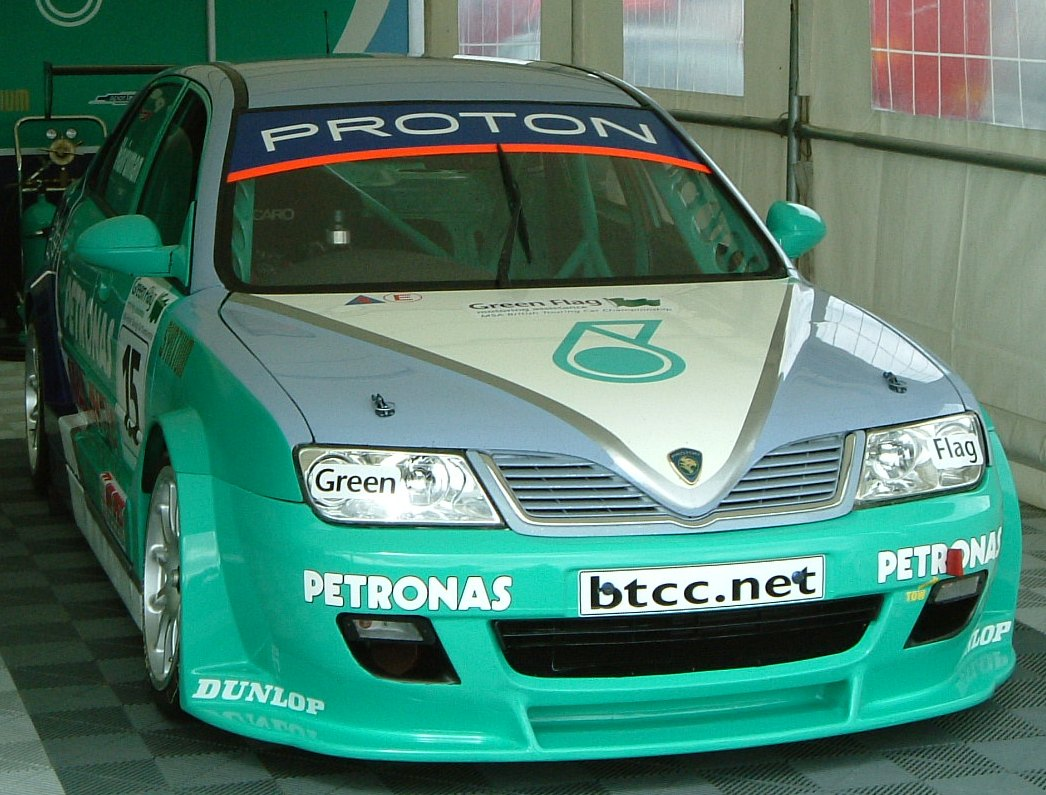
Суперкар Proton Waja MME

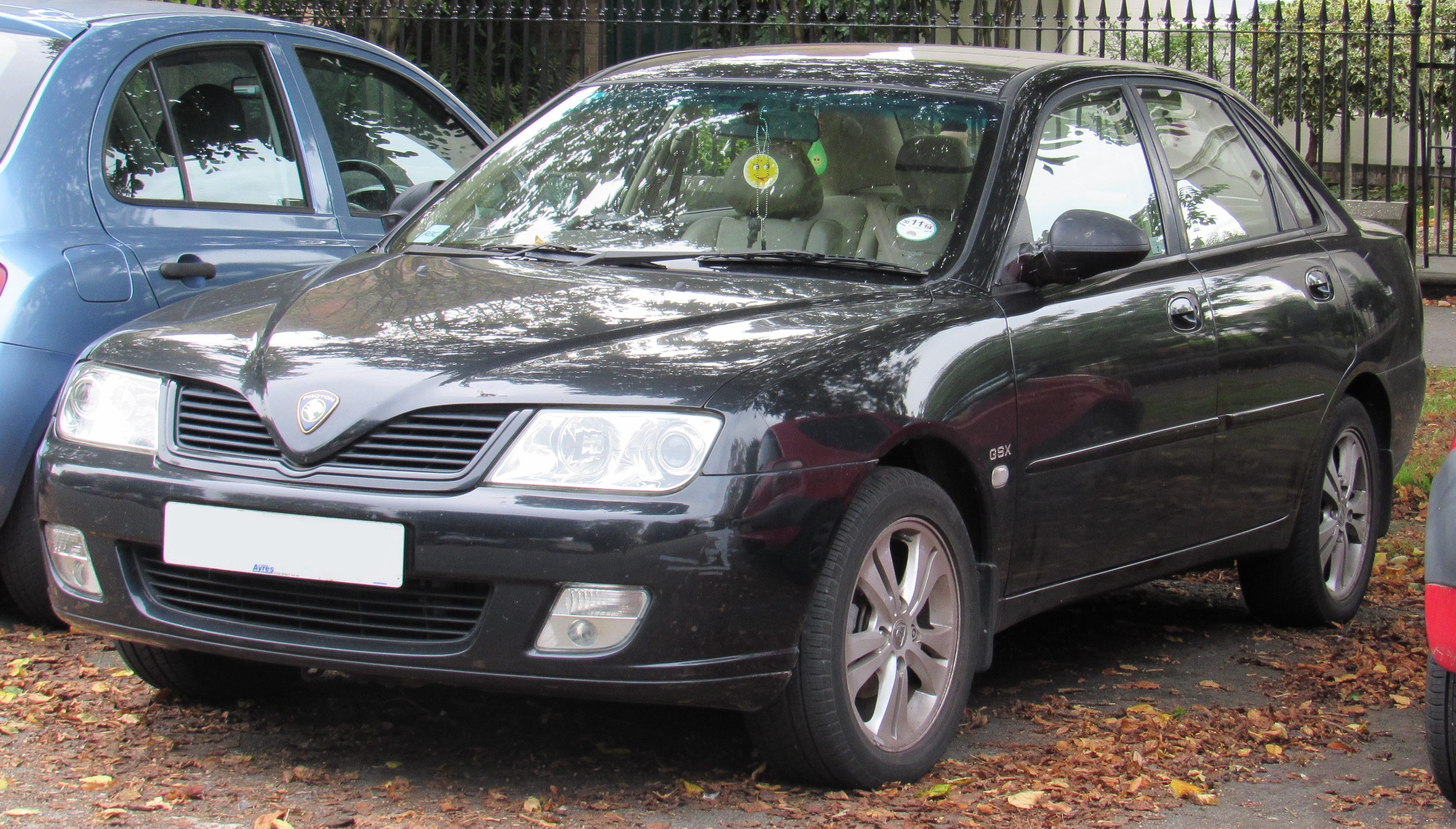
Proton Impian (вид спереди)

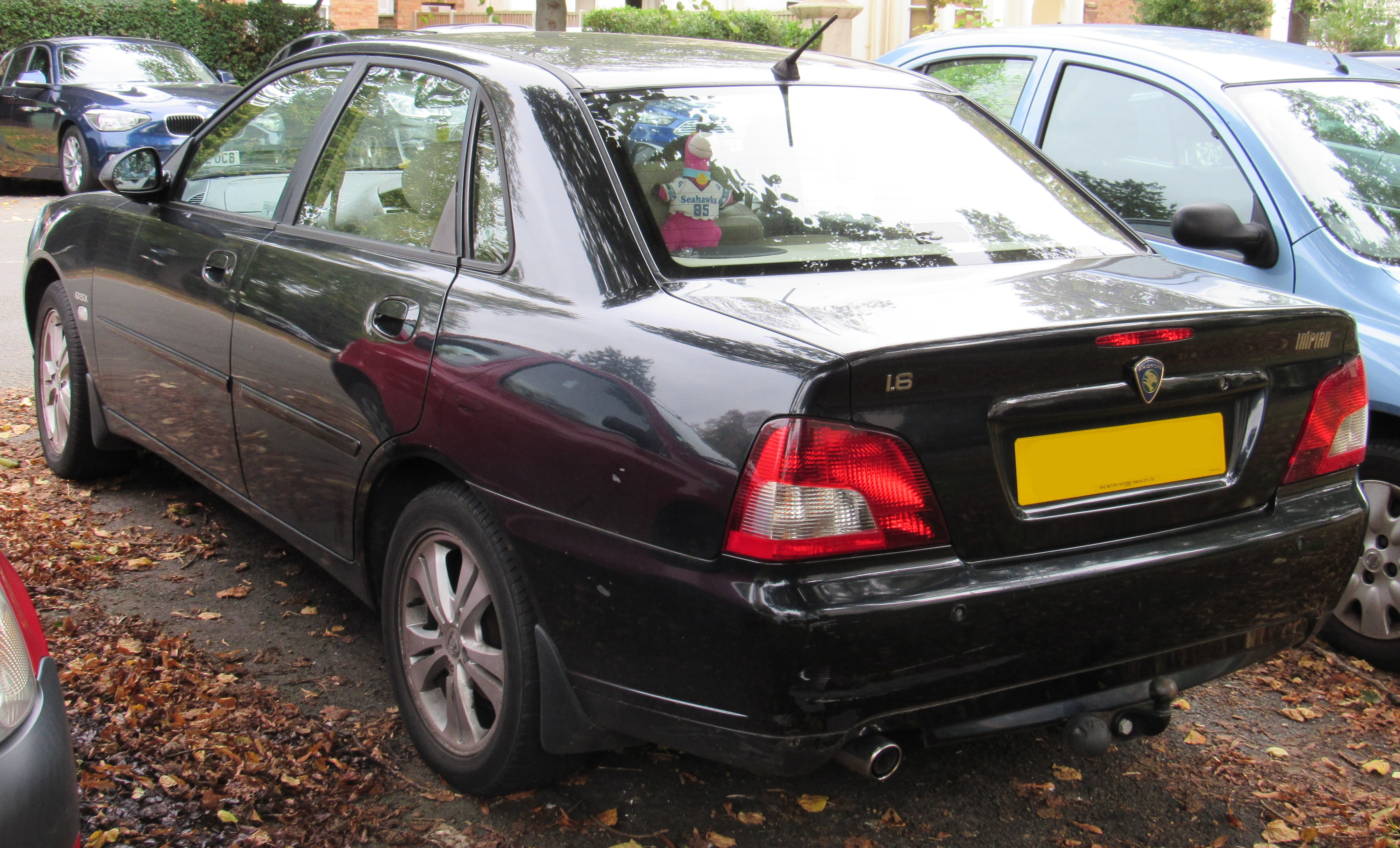
Proton Impian (вид сзади)

Серийный выпуск автомобилей Proton Waja был налажен 8 мая 2000 года. До 6 октября 2001 года автомобили не были оборудованы подушками безопасности и антиблокировочной системой, а сиденья были покрыты тканью.
С 6 октября 2001 года на малайзийском рынке появился автомобиль модификации Proton Waja 1.6 X с четырёхступенчатой автоматической трансмиссией. Автомобиль оборудован системой кондиционирования Proton Air, антиблокировочной системой, системой распределения тормозных усилий, подушкой безопасности, рулевым колесом и интерьером в деревянной оправе. Сиденья в салоне и двери покрыты кожей. На заднем сиденье присутствовал подстаканник.
В 2002 году стартовало производство автомобиля Proton Waja 1.8 X с бензиновым двигателем внутреннего сгорания Renault F4P от французской модели Renault Laguna.
В 2005 году было налажено мелкосерийное производство Proton Waja 20th Anniversary (P20Y) с бензиновым двигателем внутреннего сгорания японского производителя Mitsubishi модели 4G18 и кожаными сидениями с логотипом 20th Anniversary. Такое название автомобиль получил в честь 20-летия производства автомобиля Proton Saga. Радиаторная решётка была в U-образной хромированной оправе, колёса были в стиле CPS[прояснить]. В конце 2005 года было налажено серийное производство автомобиля Proton Chancellor с бензиновым двигателем внутреннего сгорания Mitsubishi 6A12 V6 и 4-ступенчатой автоматической трансмиссией.
Начиная с января 2006 года, автомобили Proton Waja были в значительной степени обновлены. Теперь на автомобили ставили бензиновые двигатели внутреннего сгорания CamPro S4PH. Из внутренних отличий, были переработаны кожаные сиденья, салон окрашивался в бежевый или коричневый цвет, полностью были переработаны вентиляционные отверстия, добавился CD-плеер double-DIN mp3. Более дешёвые модели оснащались бензиновым двигателем внутреннего сгорания Mitsubishi 4G18. В июне 2006 года автомобиль прошёл фейслифтинг — получил новую радиаторную решётку, фары, задние фонари, колёсные диски, надпись Waja сзади была размещена над местом государственного номера. В августе 2006 года был выпущен спортивный автомобиль Proton Waja MME Edition (Merdeka Millenium Endurance). Второй феслифтинг автомобиль Proton Waja прошёл в 2007 году. С 2008 года и до снятия с производства автомобиль оснащался бензиновым двигателем внутреннего сгорания CamPro CPS.